# Кларте (объединение)
«Кларте» (фр. Clarté — ясность, свет) — международное антимилитаристское объединение писателей и деятелей культуры. Выступали против войны 1914—1918, и за переустройство общества на социалистических началах.
Создано А. Барбюсом в 1919.
Разногласия участников группы по поводу тактики и противоречивость целей движения (революционных и пацифистских одновременно) привели к расколу уже к 1921 и окончательному распаду в 1928 году. Формально Барбюс покинул редакцию журнала в 1924.

## Состав
В состав Международного руководящего комитета входили как сторонники Коммунистического Интернационала, так и другие левые интеллектуалы: французы Барбюс, А. Франс, П. Вайян-Кутюрье, Р. Лефевр, художник Т. А. Стейнлен, Г. Уэллс, Т. Харди, Б. Шоу из Англии, В. Бласко Ибаньес из Испании, Г. Брандес из Дании и Э. Синклер из США. В Австрии среди организаторов движения был С. Цвейг, в Германии — Г. Манн, а в Турции — Назым Хикмет. Группы «Кларте» также возникли в странах Латинской Америки (Аргентина), а в Чехословакии группу «Кларте» возглавили С. К. Нейман, И. Ольбрахт и P. Неедлы. Среди первоначально примыкавших к движению были и идеологически менее радикальные участники, например, Б. Рассел, С. Лагерлёф, Р. Тагор, Ш. Вильдрак, Ж. Дюамель; многие из них отошли от «Кларте», когда деятельность приобрела революционный характер.

## Манифест
Брошюра «Свет из бездны. К чему стремится группа Кларте» («La lueur dans l’abîme. Ce que veut le groupe Clarté»), написанная Барбюсом в 1920 году, стала манифестом «Кларте».
В манифесте Барбюс писал о мировом значении российской революции, осуждал блокаду и интервенцию в Советскую Россию и определял главную цель организации как «революцию в умах», то есть борьбу за освобождение человечества от предрассудков, порождаемых буржуазным обществом и религией.

## Издания
С октября 1919 выходила газета, а затем журнал «Кларте», в котором, среди прочего, публиковались произведения М. Горького, В. В. Маяковского, В. И. Ленина, А. В. Луначарского. Первый выпуск «Clarté» вышел 11 октября 1919 под названием Bulletin francais de l’internationale de la pensée. Одноимённый журнал продолжал существовать до 1927 года как Revue de Critique communiste. В нём значительную роль стали играть сюрреалисты, близкие к троцкизму и анархизму, например, П. Навилль и А. Бретон.
Наиболее долговечными оказались отделения и издания «Кларте» в странах Северной Европы, тесно сотрудничавшие между собой. В Швеции одноимённая группа существует с 1921 года (в основании принял участие будущий премьер-министр Т. Эрландер), а журнал с 1924, за исключением периода 1939—1944 годов. Но если в 1960-х стоящая за журналом организация, объявившая себя коммунистической, была ведущим студенческим объединением леворадикального толка, то с 1980-х она переживает упадок и сегодня насчитывает около 60 членов (а тираж журнала составляет около 800 экземпляров).
В Норвегии группа существовала в 1925—1929. В Дании первое отделение существовало между 1925 и 1927 годами, в середине 1930-х оно было восстановлено и издавало журнал до его запрета немецкими оккупационными властями в 1943. В 1945 издание было восстановлено как орган студентов-коммунистов, сначала под названием Kommunistiske Studenter, а с 1947 — вновь как Clarté. Датский журнал был закрыт в начале 1980-х, но в 2006 появился журнал «Новый Кларте» (Det Ny Clarté). В 1926 и 1931 предпринимались попытки запуска ассоциации «Кларте» в Финляндии.